# Individuo
Individuo (dal latino individuus, parola composta dal prefisso in - privativo e dividuus, «diviso»), in filosofia, indica ogni singolo essere ha caratteristiche tali (un'individualità) che lo rendono unico e lo differenziano da tutti gli altri esseri della stessa specie.
Etimologicamente, esso è il lemma corrispondente alla traduzione latina, fatta per la prima volta da Cicerone, del termine greco ἄτομος: (composto di ἀ- privativo e tema di τέμνω, «tagliare»). Individuo, quindi, vuol dire indivisibile.

## Individuo e persona
Il termine individuo richiama quello di persona che entra nella storia del pensiero con il filosofo stoico Panezio (185-109 a.C.) che per primo trasferì il termine "persona", dall'utilizzo comune all'epoca di "maschera" teatrale e "faccia", nell'ambito filosofico. Egli sostenne che l'uomo non portava sulla "scena" della vita la sola maschera  (prosopon) generica dell'essere umano, ma anche quella che caratterizzava la propria individualità fin dalla nascita alla quale, successivamente, se ne aggiungevano altre due: una terza, determinata dalle vicissitudini della vita, e una quarta caratterizzata dalla sua attività lavorativa. Così chiosa il filologo tedesco Pohlenz:
anche se si affretta a precisare che nell'epoca classica:
Nel linguaggio corrente il termine individuo designa sovente una persona ma può avere differenti accezioni indicando un animale, un robot o qualsiasi ente componente una collettività. Il suo significato può quindi variare anche se considerato dal punto di vista della biologia, della genetica, dell'etologia, della psicologia sociale, della sociologia, dell'antropologia, della psicolinguistica, della filosofia, della geografia, della storia, dell'economia, della fisica (sociofisica, econofisica ed endofisica).
Nel settore dell'intelligenza artificiale, della cibernetica, della robotica sociale, della fantascienza o della fiction il termine viene utilizzato nei confronti di automi ed anche di oggetti. In particolare anche un software come il celebre Chatterbot ELIZA scritto nel 1966 da Joseph Weizebaum può essere considerato un individuo.
Nei campi della statistica e della metafisica, dal secolo XV e precedenti (ed anche oggi),  individuale significava "indivisibile", descrivendo tipicamente ogni cosa singolare dal punto di vista numerico, significando talvolta anche "una persona" ("Il problema del nome proprio"). Dal XVII secolo in poi, individuale indica "separazione", come in individualismo.

## Unità e pluralità nell'individuo
Il concetto di individuo, più che ad un'unità indivisibile, si riferisce preferibilmente all'idea di elemento, "unità che non ne ammette altre inferiori all'interno di un sistema di riferimento". Se ad esempio si avesse un gruppo di dieci bambini (formato da cinque maschi e cinque femmine) e il sistema di riferimento fosse quello più generale dei "bambini", avremmo dieci individui; mentre se il sistema di riferimento fosse quello delle "bambine" gli individui sarebbero cinque e così via.

## L'individuo biologico
Nella biologia si distinguono diverse definizioni di individuo a seconda del contesto di studio:
- Nel regno degli esseri viventi è la più piccola unità (appartenente a una varietà, a una specie, a un genere, ecc).
- Nel ciclo riproduttivo è un campione vivente di una singola cellula.
- Nella genetica è un'unità d'informazione genetica.

L'individuo biologico possiede due caratteristiche essenziali: 
- è originale: non esistono due individui perfettamente identici.
- è solidale: tutte le sue parti sono interdipendenti e cooperanti per la vita dell'insieme (questo concetto può portare ad assimilare le società agli esseri viventi).

## Basi concettuali

### Aristotele
Nella cultura europea e occidentale uno dei primi ad aver affrontato il rapporto tra individuo e comunità è stato Aristotele. Nella sua Politica considera l'uomo come un animale politico, destinato quindi alla vita comunitaria. Ciò contrasta con il privato, denominato idiotes (greco antico idiòtes: "privato" in contrapposizione a "pubblico". È colui che, per diversi motivi, non partecipa alla vita pubblica).

### Cicerone
Cicerone usava i termini "individuus" e "dividuus".

### Seneca
Seneca: qaedam separari a quibusdam non possunt, coharent, individuae sunt (Trad. dal lat. "Certe cose che stanno unite (cohaerent) e non possono essere separate, son cose individuali). L'individuo, pertanto, è una qualunque entità che sia indivisibile, anche se composta da più parti. In tal senso un individuo può essere anche una pietra, un albero o un uomo.

### Porfirio
Porfirio: τα ᾇτομα = τα καθ´ἕκαστα. Identifica l'"atómico" come Ciò che è secondo quello che è di per sé, ciò equivale ad essere «irrepetible» nel senso di «unico», ciò che, secondo Socrate, dovrebbe essere un'identità. In questo modo una pietra può essere anch'essa considerata un individuo come un albero o un uomo? E se dividessimo la pietra sarebbe la stessa pietra o saranno piuttosto due individui "in sé"? Che succede poi se tagliamo alcuni rami di un albero? Sarebbe come per la pietra? E se dividessimo un uomo: quando cesserà di essere "sé stesso"?

### Boezio
Boezio distingue tre significati:
- Si dice di ciò che non si può dividere (secari) per niente (l'unità).
- Si dice di ciò che non si può dividere per la sua solidità física, anche se si dovesse constatare che, almeno spazialmente, presenti parti diverse. Ad esempio il diamante.
- Si dice di ciò che non si può dire di altre cose: Socrates.[14]

### Empirismo
I primi empiristi come Ibn Tufayl e John Locke introdussero l'idea dell'individuo come tabula rasa, trasformato sin dalla nascita da esperienza e educazione. Questo condusse all'idea dei diritti e delle libertà dell'individuo, alla visione della società come contratto sociale tra individui razionali e all'inizio dell'individualismo come dottrina.

### Jean-Jacques Rousseau
Una questione cruciale è quella inerente all'importanza e all'autonomia del singolo rispetto alla comunità in cui vive. Jean-Jacques Rousseau distingue nella società la volontà di tutti (gli individui) da un lato e la volontà generale della comunità dall'altro.

### Hegel
Hegel considerava la storia come un'evoluzione graduale della mente (ragione), che mette alla prova i suoi concetti nei confronti del mondo esterno. Ogni volta che la mente applica i suoi concetti al mondo, questi si rivelano solo parzialmente veritieri all'interno di un certo contesto; la mente rielabora continuamente i concetti inadeguati o incompleti in modo da riflettere una realtà più ampia (processo comunemente noto come di tesi, antitesi e sintesi). L'individuo arriva a superare il suo punto di vista particolare e limitato, a cogliere che è una parte di un tutto più grande, in quanto legato alla famiglia, a un contesto sociale, e/o a un ordine politico.

### Esistenzialismo
Con l'avvento dell'esistenzialismo, Kierkegaard respinse la nozione di Hegel dell'individuo subordinato alle forze della storia. Elevò invece la soggettività dell'individuo e la capacità di scegliere il proprio destino.
Nietzsche in seguito accentuò la necessità dell'individuo di definire se stesso e le proprie circostanze nel suo concetto di volontà di potenza e nell'ideale superindividuale dell'Übermensch.
L'individuo è centrale anche nella filosofia di Sartre, che sottolinea l'autenticità individuale, la responsabilità e il libero arbitrio. Sia in Sartre che in Nietzsche (e in Nikolaj Berdjaev), l'individuo è chiamato a creare i propri valori, piuttosto che contare su codici sociali esterni di moralità.

### Anarchismo, socialismo e liberismo
L'individualismo è molto in contrasto con sistemi di pensiero come l'anarchismo e il liberalismo. Le posizioni contrapposte sull'individualismo emergono specialmente in riferimento al sistema socialista. Ci sono comunque eccezioni rispetto a questo orientamento generale come quella del liberale Max Weber ad esempio, che ha enfatizzato l'alto valore del popolo.

### Max Stirner e il Nazionalsocialismo
Riguardo al problema riguardante il rapporto del singolo con la società Max Stirner ("L'Unico e la sua proprietà") e il nazionalsocialismo ("Tu non sei niente, è tutto il tuo popolo") assumono posizioni estreme e radicali.

### Ich und Dudi Martin Buber
In Ich und Du (L'io e il tu), Martin Buber presenta l'individuo come qualcosa che cambia al variare delle circostanze con il quale esso si relaziona con il mondo esterno; ciò può avvenire in uno o due modi. Nel rapporto "io-esso", l'individuo si relaziona con il mondo esterno in termini di oggetti che sono da lui separati (un "lui" che guarda un "esso"). Nel rapporto "io-tu" l'individuo ha invece un legame personale con l'esterno, e si sente quasi una parte di ciò con cui è relazionato; la dicotomia soggetto-oggetto scompare (vedi nondualismo).

### Oggettivismo
L'Oggettivismo di Ayn Rand considera ogni essere umano come ente indipendente e sovrano che possiede un diritto inalienabile alla propria vita, un diritto che deriva dalla sua propria natura di essere razionale. Individualismo e oggettivismo sostengono che una società civile, o qualunque forma di associazione, cooperazione o convivenza pacifica tra gli esseri umani, possono essere raggiunti solo sulla base del riconoscimento dei diritti individuali - e che un gruppo, come tale, non ha altri diritti che i diritti individuali dei suoi membri. Il principio dei diritti individuali è l'unica base morale di tutti i gruppi o associazioni. Poiché solo una singola donna o uomo possono possedere diritti, l'espressione "diritti individuali" è una ridondanza (che si deve utilizzare al fine di maggior chiarezza nel caos intellettuale di oggi), ma l'espressione "diritti collettivi" è una contraddizione in termini. I diritti individuali non sono soggetti ad una votazione pubblica, una maggioranza non ha alcun diritto di votare contro i diritti di una minoranza, essendo la funzione politica dei diritti proprio quella di proteggere le minoranze dal sopruso delle maggioranze (e la più piccola minoranza al mondo è l'individuo).

### Buddismo
Nel Buddismo, il concetto di individuo si trova nell'anātman, o "non-sé". Secondo l'"anatman", l'individuo è in realtà una serie di processi interconnessi che, lavorando insieme, danno l'impressione di essere un tutto singolo e separato. In questo modo, l'"anatman", insieme a l'anicca, assomiglia alla teoria del "fascio delle percezioni" di David Hume. Invece di un atomico, indivisibile "sé" distinto dalla realtà, nel buddismo l'individuo è inteso come la parte interrelazionata di un impermanente universo in continua evoluzione.